# BRIC (documental)
BRIC, es una serie documental del periodista y conductor Jorge Lanata, diez capítulos producidos por Productora Audiovisual para Infinito en 2010. 
Investigación sobre la teoría BRIC (acrónimo para designar el eje Brasil, Rusia, India y China), creada por el economista británico Jim O’Neill, que postula que estos países serían las nuevas superpotencias emergentes para mediados de este siglo.

## Reseña
«BRIC. El nuevo mundo.» A partir de una investigación que realiza Jorge Lanata sobre el ensayo publicado en el 2003 del británico Jim O´Neill llamado Soñando con los BRIC: Rumbo al 2050 (en inglés "Dreaming with BRICs: The Path to 2050"), que postula que los países del BRIC (Brasil, Rusia, India y China) serían las próximas potencias emergentes en 2050. Dispara una reflexión sobre si el futuro de transformación social será de la mano del crecimiento económico del BRIC, o si será un futuro de miseria más tecnología.
El documental comienza en Inglaterra con una entrevista de Lanata a O´Neill en Londres, y recorre en orden ciudades de los cuatro países del BRIC. Entrevistando también a actores de poder, riqueza, estudiantes, trabajadores, artistas, intelectuales, entre otros. En los diferentes países se ve cómo lo cotidiano, lo económico, la tecnología, la historia, la religión, los recursos naturales que tienen y sus necesidades, afectan a cada uno de esos cuatro países.

## Premios y distinciones
- Abril de 2011, categoría “Programa Comunitario del año” premiado por la Asociación de Cronistas de Espectáculos (ACE) de Nueva York, con el premio ACE 2011.
- Agosto de 2011, el documental tiene una nominación para los Premios Martín Fierro.[3]